# Тётён
Тётён (франкопров. teteun), на французском также тэтэ́н (фр. tétin), — колбасное изделие, кулинарный специалитет итальянской автономной области Валле-д’Аоста. Изготовляется из говяжьего вымени с использованием большого количества специй. Подаётся в качестве антипасто, обычно с традиционным соусом на основе оливкового масла, либо с фруктовыми конфитюрами.
Включён в официальный перечень «Традиционных сельскохозяйственных продуктов Италии». Особой популярностью пользуется в коммуне Жиньо — там этому кушанью посвящён ежегодный фестиваль.

## Происхождение и распространение
Продукты из говядины и говяжьих субпродуктов исторически занимают важное место в кухне Валле-д’Аосты — одного из основных регионов разведения крупного рогатого скота в Италии. Предполагается, что традиция изготовления кушаний из говяжьего вымени сохранилась там с античных времён, когда этот субпродукт активно использовался в кухне Древнего Рима.
Тётён является одним из наиболее известных кулинарных специалитетов Валле-д’Аосты. Особой популярностью, граничащей с культом, он пользуется в коммуне Жиньо, расположенной в узкой межгорной долине во внутренней части автономного региона. Именно активность местных производителей обеспечила фактическое возрождение тётёна, почти забытого к середине XX века, и его последующую популяризацию. С начала 1970-х годов во второй половине августа там ежегодно проводится фестиваль тётёна (франкопров. Fëta di teteun), в ходе которого на центральной площади коммуны проводится массовая дегустация вариаций этого кушанья, изготовленных здешними производителями. Это мероприятие преподносится региональными туристическими службами в качестве одной из основных местных культурных достопримечательностей.
Название «тётён» на аостском франкопровансальском патуа означает вымя.
Тётён включён в перечень «Традиционных сельскохозяйственных продуктов Италии», утверждаемый Министерством сельскохозяйственной, продовольственной и лесной политики страны, и фактически представляющий собой национальный аналог перечня наименований, защищённых по происхождению, принятого в рамках Европейского союза.

## Изготовление
Сырьём для тётёна служит вымя местной молочной породы коров пеццата росса / пи руж (итал. Valdostana pezzata rossa, фр. Valdostaine pie rouge, буквально — «аостская рыже-пятнистая»). Вымя, отделённое в ходе разделки говяжьей туши и очищенное от кожи, либо надрезается в нескольких местах, либо разрезается на крупные куски, после чего тщательно отжимается или провешивается на воздухе. Таким образом обеспечивается сток возможных остатков молока — в противном случае существует риск быстрого скисания продукта. После этого вымя нарезается тонкими ломтиками и укладывается слоями в металлические или пластиковые контейнеры. Каждый слой обильно присыпается солью и определённым набором специй. Неизменными ингредиентами последнего являются ягоды можжевельника, розмарин и лавровый лист, часто используются эстрагон, шалфей и некоторые другие приправы.
После выдержки с солью и специями в течение двух недель либо немного более продолжительного срока сырьё запрессовывается в формы и варится на водяной бане. На этом этапе некоторые производители добавляют в массу консерванты, стабилизаторы, усилители вкуса и другие пищевые добавки. После варки, остывания и, иногда, непродолжительной просушки готовый продукт заправляется в оболочку или в вакуумную упаковку.
Готовый тетеун обычно представляет собой прямоугольные в сечении бруски. Он имеет различные оттенки кремового цвета, на срезе могут быть заметны прожилки — места стыка спрессованных ломтиков вымени. По консистенции напоминает прессованную ветчину или очень плотный паштет, однако является немного менее вязким и более ломким. Кушанье имеет достаточно тонкий, пряно-солоноватый вкус. Даже в тех случаях, когда при изготовлении тетеуна не используются консерванты, он — благодаря длительному просаливанию и большому объёму специй — может храниться в холодном месте весьма долго, иногда более года.

## Подача и употребление
Тётён употребляют в пищу в холодном виде. Нарезанным на ломтики, его обычно подают как антипасто — именно в качестве одного из традиционных антипасти Валле-д’Аосты он популяризируется местной ресторанной отраслью и индустрией туризма.
Традиционно тётён сдабривают особым соусом с измельчённым чесноком и петрушкой. Более изысканная подача предусматривает приправу из инжирного или малинового конфитюра, изюма или груш местных сортов, варёных в сиропе.